# Вила-Боа (Мирандела)
Вила-Боа (порт. Vila Boa) — населённый пункт и район в Португалии, входит в округ Браганса. Является составной частью муниципалитета Мирандела. По старому административному делению входил в провинцию Траз-уж-Монтиш и Алту-Дору. Входит в экономико-статистический субрегион Алту-Траз-уш-Монтеш, который входит в Северный регион. Население составляет 118 человек на 2001 год. Занимает площадь 9,33 км².